# Melocarpum robecchii
Melocarpum robecchii är en pockenholtsväxtart som först beskrevs av Adolf Engler, och fick sitt nu gällande namn av Beier & Thulin. Melocarpum robecchii ingår i släktet Melocarpum och familjen pockenholtsväxter. Inga underarter finns listade i Catalogue of Life.